# Vladimír Leitner
Vladimír Leitner (* 28. června 1974) je bývalý slovenský fotbalista, obránce či záložník naposledy působící v MŠK Žilina.

## Fotbalová kariéra
Hrál za MŠK Žilina, Spartak Trnava, FK Teplice a FK Dukla Banská Bystrica. V evropských pohárech nastoupil ve 30 utkáních a dal 1 gól. Za slovenskou reprezentaci nastoupil v 25 utkáních a dal 1 gól. V lednu 2014 ukončil kariéru.

## Ligová bilance
| Ročník                 | Zápasy | Góly | Klub                     |
| ---------------------- | ------ | ---- | ------------------------ |
| Corgoň liga 1993/94    | 31     | 1    | MŠK Žilina               |
| Corgoň liga 1994/95    | 29     | 3    | MŠK Žilina               |
| Corgoň liga 1996/97    | 28     | 3    | Spartak Trnava           |
| Corgoň liga 1997/98    | 19     | 1    | Spartak Trnava           |
| Corgoň liga 1998/99    | 26     | 0    | Spartak Trnava           |
| Corgoň liga 1999/00    | 27     | 0    | Spartak Trnava           |
| Gambrinus liga 2000/01 | 22     | 0    | FK Teplice               |
| Gambrinus liga 2001/02 | 18     | 1    | FK Teplice               |
| Gambrinus liga 2002/03 | 24     | 0    | FK Teplice               |
| Gambrinus liga 2003/04 | 26     | 0    | FK Teplice               |
| Corgoň liga 2004/05    | 27     | 0    | FK Dukla Banská Bystrica |
| Corgoň liga 2005/06    | 18     | 0    | FK Dukla Banská Bystrica |
| Corgoň liga 2006/07    | 22     | 0    | MŠK Žilina               |
| Corgoň liga 2007/08    | 28     | 0    | MŠK Žilina               |
| Corgoň liga 2008/09    | 15     | 0    | MŠK Žilina               |
| Corgoň liga 2009/10    | -      | -    | MŠK Žilina               |
| Corgoň liga 2010/11    | -      | -    | MŠK Žilina               |
| Corgoň liga 2011/12    | -      | -    | MŠK Žilina               |
| CELKEM                 | -      | -    |                          |